# Devikunte, Bagepalli
Devikunte là một làng thuộc tehsil Bagepalli, huyện Kolar, bang Karnataka, Ấn Độ.